# Женевская конференция 1905 года
Жене́вская конфере́нция 1905 го́да — совместная конференция революционных партий России в апреле 1905 года в Женеве.
Созвана по инициативе священника Георгия Гапона с целью совместной подготовки вооружённого восстания в России.

## Организаторы конференции

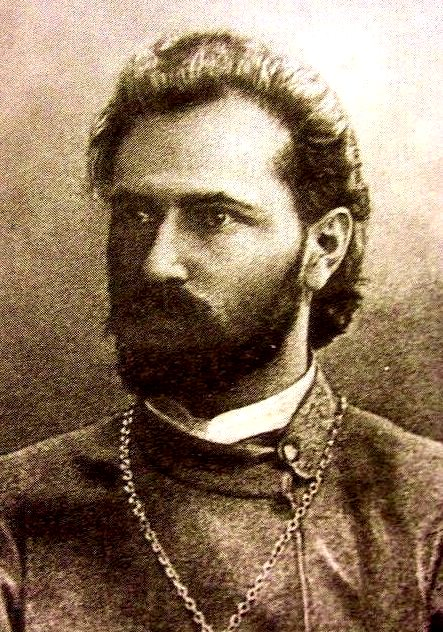
Священник Георгий Гапон

После событий Кровавого воскресенья мятежный священник Георгий Гапон скрылся от полиции и бежал за границу. Покидая Россию, он поклялся отомстить царю и его помощникам за убитых 9 января рабочих. Прибыв за границу, Гапон вступил в переговоры с лидерами главных революционных партий России. В Женеве он встречался с Г. В. Плехановым, Л. Г. Дейчем, В. И. Лениным, В. М. Черновым, Б. В. Савинковым и другими видными деятелями революции.
7 (20) февраля 1905 года Гапон опубликовал «Открытое письмо к социалистическим партиям России», в котором призывал их объединиться для вооружённого восстания. В своём письме он писал: «Будучи, прежде всего, революционером и человеком дела, я призываю все социалистические партии России немедленно войти в соглашение между собой и приступить к делу вооруженного восстания против царизма… Теперь всякая проволочка и неурядицы — преступление перед народом, интересы которого вы защищаете». Призыв Гапона был сочувственно встречен большинством революционных партий. Ленин отозвался на письмо Гапона статьёй «О боевом соглашении для восстания», в котором поддержал его инициативу. В ходе последовавших затем переговоров была выдвинута идея совместной конференции революционных партий для достижения боевого соглашения. В марте 1905 года Гапон через Международное социалистическое бюро разослал всем социалистическим партиям России приглашение собраться на объединённую конференцию. Начало конференции было назначено на апрель 1905 года.
Из других источников известно, что идея объединённой конференции возникла ещё до прибытия за границу Гапона. Авторами этой идеи были финский революционер Конни Циллиакус и японский полковник Мотодзиро Акаси, организовавшие в сентябре 1904 года Парижскую конференцию оппозиционных и революционных партий России. Новая конференция должна была стать логическим продолжением первой и способствовать углублению революционного процесса. В начале 1905 года эта идея обсуждалась на прошедшей в Париже встрече К. Циллиакуса, М. Акаси и эсера Н. В. Чайковского. Когда за границу прибыл Георгий Гапон, было решено привлечь его к делу организации конференции как человека, имеющего громкое революционное имя и стоящего вне отдельных партий. Личность священника-революционера должна была обеспечить широкое представительство революционных партий, тогда как сами организаторы предпочитали оставаться в тени. На расходы по проведению конференции Гапону через третьи руки было выдано 50 тысяч рублей из средств японского Генерального штаба. О японском происхождении денег он ничего не знал.
Гапон пытался привлечь к участию в конференции также либералов из «Союза освобождения», но это предложение встретило отпор со стороны представителей социалистических партий.

## Участники конференции

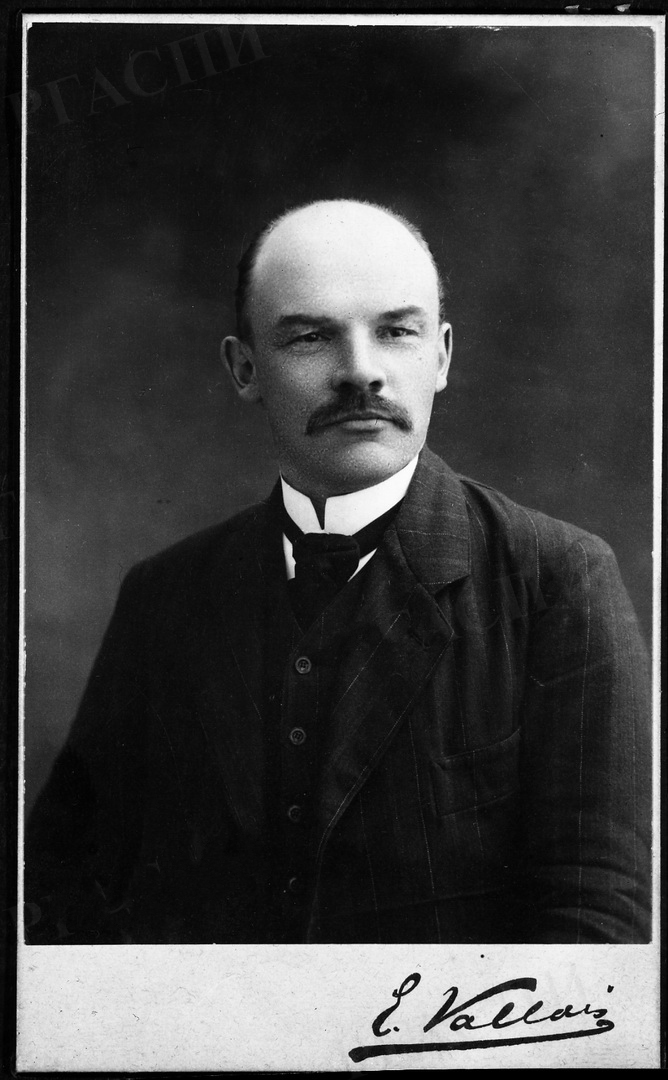
Владимир Ильич Ульянов-Ленин

Конференция началась в Женеве 2 апреля 1905 года. От участия в конференции заранее отказались представители меньшевистской фракции Российской социал-демократической рабочей партии (РСДРП) во главе с Г. В. Плехановым. Плехановцы мотивировали свой отказ тем, что инициатива созыва подобной конференции должна была бы принадлежать «лицу, более компетентному и опытному в революционных делах, чем Гапон». В отсутствие меньшевиков на конференцию съехались представители 11 революционных партий России.
По сведениям, полученным российским Департаментом полиции, в конференции участвовали:
- От Партии социалистов-революционеров — В. М. Чернов и Е. К. Брешко-Брешковская.
- От Польской социалистической партии — В. Йодко, С. Войцеховский и Славинский.
- От армянской партии «Дашнакцутюн» — Рустен, Сафо и Оман.
- От грузинской партии социалистов-федералистов — Георгий Деканозов.
- От латышского социал-демократического союза — Роллау.
- От финской Партии активного сопротивления — два делегата без Конни Циллиакуса.
- Делегат от Белорусской социалистической громады[5].

Кроме перечисленных, на конференцию прибыли также представители РСДРП-большевиков во главе с В. И. Лениным, еврейского Бунда, латышской и армянской социал-демократических партий. Однако в первый же день эти партии покинули конференцию в знак протеста против участия в ней латышского социал-демократического союза, бывшего, по их мнению, фиктивной (эсеровской) организацией. Нежелание организаторов конференции удалить с неё эту партию было расценено социал-демократами как признак доминирования на ней социалистов-революционеров. В своей речи на III съезде РСДРП Ленин сказал, что на конференции сложилось «огромное преобладание» эсеров.
В качестве председательствующего в конференции участвовал Георгий Гапон, в качестве секретаря — эсер С. А. Ан-ский.

## Ход и результаты конференции

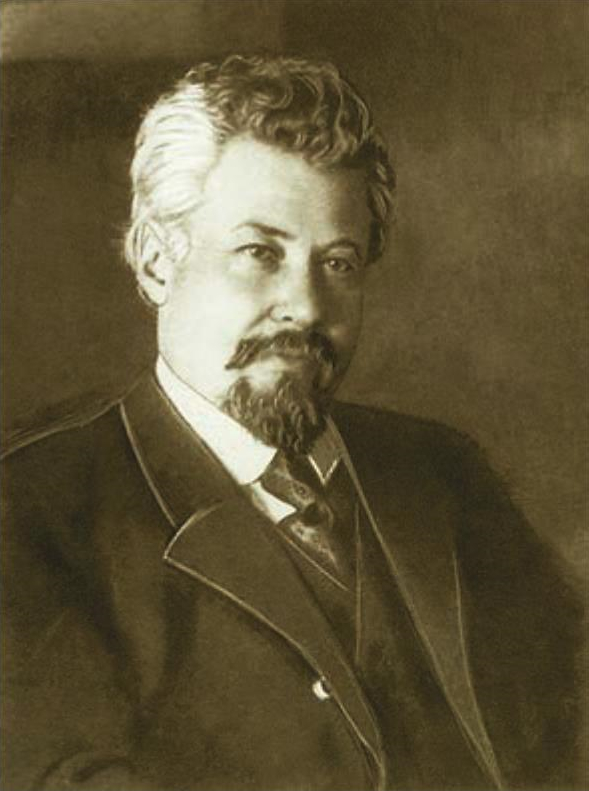
Виктор Чернов

На конференции обсуждались как программные, так и тактические вопросы совместной борьбы. Подробности дискуссий остались неизвестными, но сохранились сведения о некоторых репликах председательствующего Гапона.
При обсуждении программных вопросов возникли разногласия по польскому, еврейскому и аграрному вопросам. При обсуждении вопроса о польской независимости Гапон высказался в защиту интересов России. «Все говорят о правах окраин и никто не говорит о правах России, — сказал он. — Кончится тем, что Россию разорвут на части». При обсуждении еврейского вопроса Гапон выступил сторонником еврейского равноправия. «Евреи, — заявил он, — такая же нация, как и поляки, армяне, литовцы и другие, и имеют такое же право на национальную автономию». Указывают, что у евреев нет своей территории. Но из этого можно сделать лишь тот вывод, что им должна быть отведена в России особая территория. Когда речь зашла об аграрном вопросе, Гапон выступил против бесплатной передачи земли крестьянам, заявив, что бесплатная передача земель только развратит крестьян, отучая их от труда. Суждения Гапона были занесены в протокол конференции в качестве особого мнения председательствующего.
По итогам конференции были выработаны две совместные декларации, в которых обозначались общие цели собравшихся партий. В декларациях содержались призывы к вооруженному восстанию, созыву Учредительного собрания, созданию в России федеративной демократической республики и к социализации земли. Ленин определил принятую программу как «сколок с с.-р. программы со всевозможными уступками националистическим пролетарским партиям». Под текстом основной декларации стояли подписи Г. Гапона, Е. К. Брешко-Брешковской и делегата от партии финских активистов.
При обсуждении тактических вопросов были достигнуты важные соглашения, связанные с подготовкой вооружённого восстания. Главным практическим результатом конференции стало создание единого Боевого комитета, который должен был ведать всеми видами вооружённой борьбы. По сведениям российского Департамента полиции, в состав Боевого комитета вошли: Георгий Гапон, Е. К. Брешко-Брешковская и бывший толстовец князь Дмитрий Хилков. Комитет должен был начать действовать в апреле-мае 1905 года. Задача комитета была чисто техническая: собирать деньги, устраивать оружейные склады, мастерские взрывчатых веществ и т. д.
Значение Боевого комитета Гапон видел в следующем: 1) возрастает моральная сила революции (все объединились); 2) облегчаются боевые соглашения между партиями в России (бумажка из-за границы); 3) хотя каждая партия будет действовать самостоятельно, но всё будет делаться под фирмой общего комитета; таким образом создастся вера в него, и в нужный момент, когда он выйдет из своего бездействия, все пойдут за ним. В своих воззваниях к русскому народу Гапон писал: «По указанию Боевого комитета мести, защиты и свободы народной, как один человек, по всему лицу земли русской — восстаньте». Начало вооружённого восстания было запланировано на июнь 1905 года.
О конкретных технических соглашениях, заключённых на конференции, почти ничего не известно. Из воспоминаний К. Циллиакуса следует, что было решено устроить «первую вспышку» в Петербурге. Это должно было стать сигналом для последующих восстаний по всей России. По сведениям, почерпнутым из секретного доклада полковника М. Акаси, оружие в Россию предполагалось доставлять морем. Отдалённым последствием этих решений можно считать организацию доставки оружия в августе 1905 года на пароходах «Джон Графтон» и «Сириус».
Российский Департамент полиции получал сведения об участниках и решениях конференции от своего агента Е. Ф. Азефа.